# Kalklinbanan

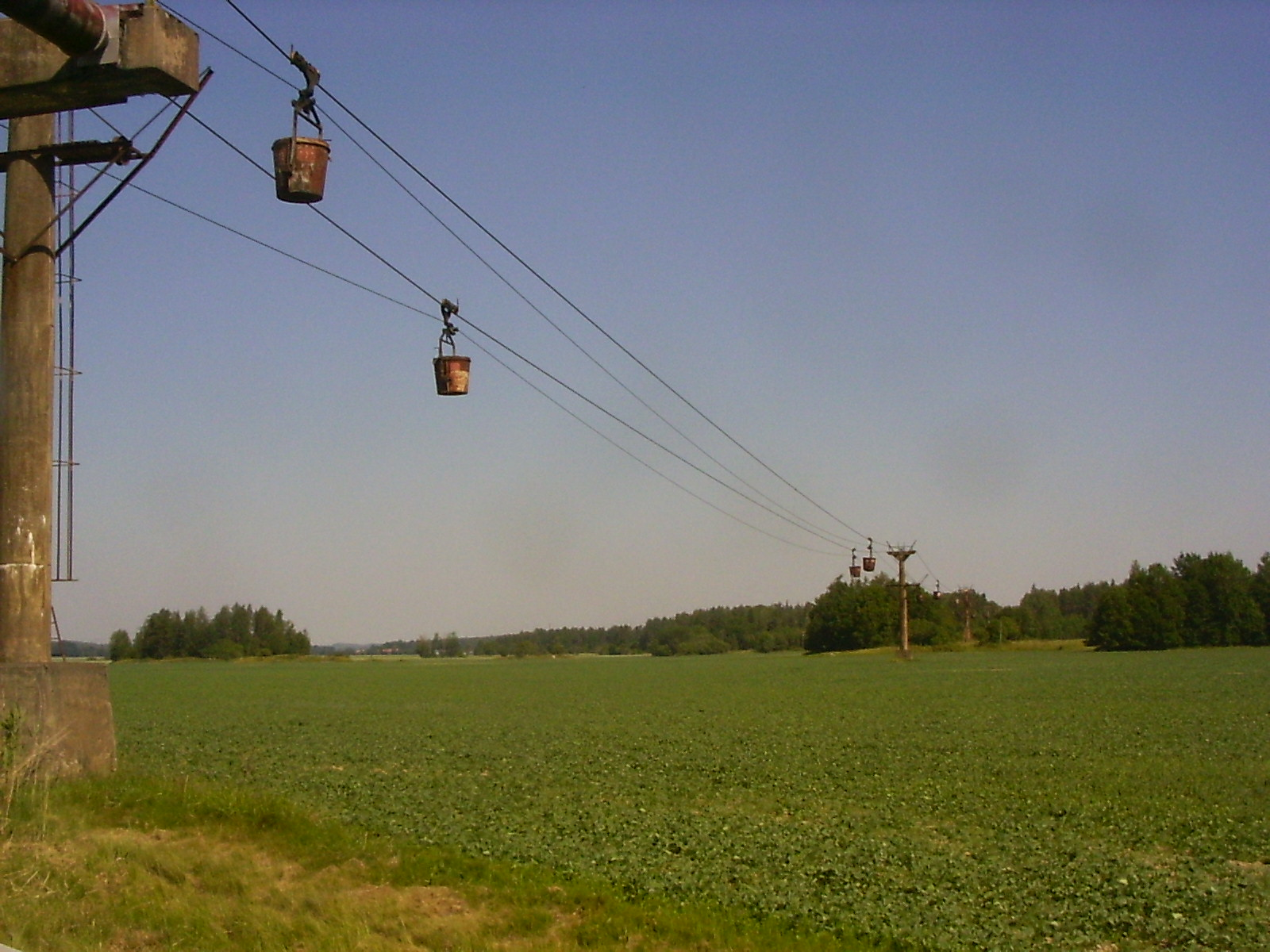
Kalklinbanan

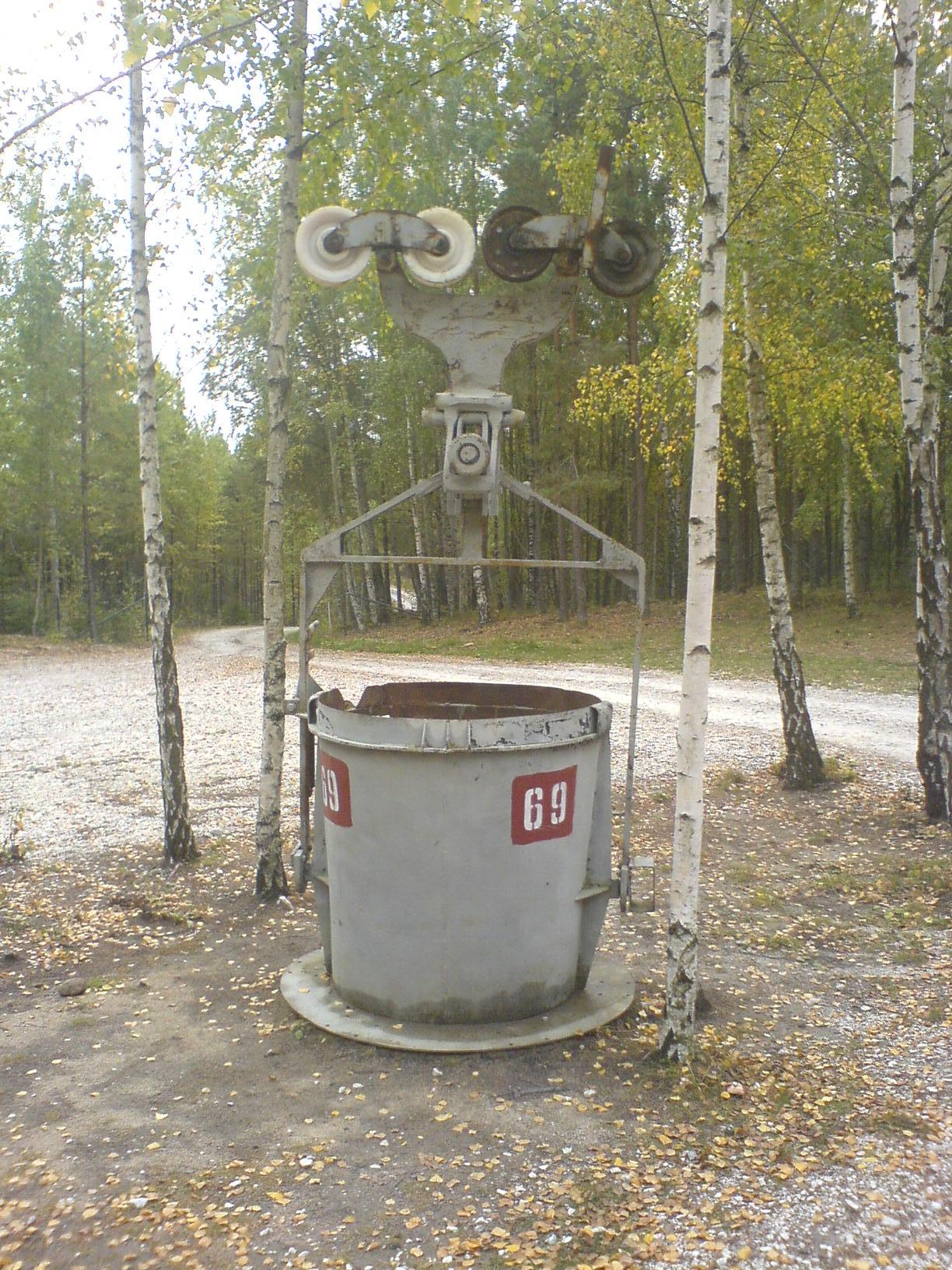
Ein Eimer für 1200 kg Kalksteine

Die Kalklinbanan (Kalkseilbahn) ist eine 42 km lange Materialseilbahn vom Forsby-Kalksteinbruch bei dem Ort Kalkbrottsvillorna zwischen dem Hjälmarensee und dem Öljarensee in der Gemeinde Vingåker zum Kalksteinwerk an einem Ausläufer des Mälaren-Sees bei Köping. 

## Beschreibung
Die Zweiseilumlaufbahn hat vier Sektionen, drei Winkelstationen und 12 Spannstationen, bei denen die Tragseile mit Gewichten von 35 bis 40 t gespannt werden. Jede Sektion wird von einem Elektromotor angetrieben. Die 235 Seilbahnstützen aus Stahlbeton wurden in der Regel alle 180 – 200 m aufgestellt, darunter auch vier zur Überquerung eines Ausläufers des Hjälmarensee. Die insgesamt 750 Eimer mit einer Nutzlast von 1200 kg hängen an einem Laufwerk mit vier Rollen und fahren mit einer Geschwindigkeit von 10 km/h. Die Seilbahn erreicht eine Förderkapazität von 94 t/h.

## Geschichte
Die Seilbahn wurde in den Jahren 1939 bis 1941 von 300 Mann der AB Nordströms Linbanor gebaut. Bei der Einweihung war sie die längste Seilbahn der Welt (die 75 km lange Massaua-Asmara-Seilbahn in Eritrea war im selben Jahr zerstört worden), aber schon 1943 wurde die von dem gleichen Unternehmen gebaute Linbanan Boliden–Kristineberg eröffnet, die mit 96 km den Rekord hält.
Die Kalklinbanan hat in 56 Betriebsjahren insgesamt 25 Millionen Tonnen Kalkstein vom Steinbruch zum Werk bei Köping transportiert. Während der Zeit intensiven Wohnungsbaus wurde sie von 40 Personen im Schichtbetrieb rund um die Uhr betrieben. Im Rekordjahr 1967 hat sie 600 000 Tonnen Kalkstein transportiert.
1997 wurde der Betrieb eingestellt und der Transport auf Lkw umgestellt. Die Seilbahn wurde zunächst weiterhin gewartet und betriebsbereit gehalten und 2003 zum Industriedenkmal erklärt. Einmal im Jahr wurde die Kalklinbanans Woche abgehalten, bei der die Seilbahn unter großer Publikumsbeteiligung in Betrieb genommen wurde und Kunstveranstaltungen stattfanden. Im November 2009 entschied der Betreiber Nordkalk, dass die weitere Erhaltung und ein zukünftiger Betrieb wegen fehlender Mittel nicht mehr in Frage komme. 
Am 26. Juni 2013 wurde mit dem Abriss der Seilbahn begonnen. Versuche, den Abschnitt Malmberga–Granhammar als Industriemuseum zu erhalten, scheiterten 2014 am Widerstand einzelner Grundeigentümer.